# Obrońcy skarbów
Obrońcy skarbów (ang. The Monuments Men) – niemiecko-amerykański biograficzny dramat wojenny z 2014 roku w reżyserii George’a Clooneya. Scenariusz do filmu powstał na podstawie książki Roberta M. Edsela i Breta Wittera pt.: „The Monuments Men: Allied Heroes, Nazi Thieves, and the Greatest Treasure Hunt in History” (2009).

## Produkcja
Zdjęcia kręcono w następujących lokalizacjach na terenie Niemiec i Anglii:
- Berlin (m.in. Nowy Odwach);
- Brandenburgia (m.in. Studio Babelsberg, dawne koszary Krampnitz w Poczdamie, opuszczona fabryka w Rüdersdorf);
- Dolna Saksonia (Goslar, Rammelsberg);
- Saksonia-Anhalt (Osterwieck, Halberstadt);
- Cambridgeshire (Imperial War Museum Duxford);
- Kent (farma w High Halden k. Ashford);
- East Sussex (plaża Camber Sands w wiosce Camber)[1][2][3][4]

## Obsada
- George Clooney jako Frank Stokes (postać wzorowana na George’u L. Stoucie)
- Matt Damon jako James Granger (postać wzorowana na Jamesie Rorimerze)
- Bill Murray jako sierżant Richard Campbell
- Cate Blanchett jako Claire Simone (postać wzorowana na Rose Valland)
- John Goodman jako sierżant Walter Garfield
- Jean Dujardin jako Jean Claude Clermont (postać wzorowana na Jacquesie Jaujardzie)
- Hugh Bonneville jako major Donald Jeffries
- Bob Balaban jako Preston Savitz
- Dimitri Leonidas jako Sam Epstein (postać wzorowana na Harrym Ettlingerze)
- Justus von Dohnányi jako Viktor Stahl
- Holger Handtke jako pułkownik Wegner
- Michael Hofland jako ksiądz Claude
- Zahary Baharov jako porucznik Elya
- Michael Brandner jako Dentist
- Sam Hazeldine jako pułkownik Langton